# Брюкнер, Карл Густавович
Карл Густавович Брюкнер (нем. Karl Gustav Alexander Brückner, латыш. Kārlis Brikners; 5 мая 1893, Гётеборг — 19 февраля 1963, Рига) — немецкий скрипач и музыкальный педагог. Внук историка Александра Брикнера, племянник метеоролога Эдуарда Брикнера. Сын Густава Юлиуса Брюкнера (1865—1927), немецкого скрипача и музыкального педагога, некоторое время работавшего в Швеции и женившегося там на финской шведке Айне Эрике Эдлунд (1863—1931).
Учился у своего отца, уже в возрасте 4-5 лет участвовал в школьных концертах. С 1901 года занимался в Лейпцигской консерватории у Ханса Зитта. В 1900—1910-х годах гастролировал по Германии, Англии, скандинавским странам. Затем изучал музыковедение в Лейпцигском и Мюнхенском университетах, в 1920 году защитил в Мюнхене докторскую диссертацию. В 1921—1926 годах профессор Баденской Высшей школы музыки, затем в 1926—1929 годах концертмейстер оркестра во Франкфурте-на-Майне. В 1929—1935 годах работал в Гамбурге. Автор серии публикаций в музыкальной периодике по вопросам истории и психологии скрипичной игры.
Из-за еврейского происхождения своей второй жены, Норы Эдит Фридберг (1890—1970), в 1935 году эмигрировал в Эстонию, где его застала советская оккупация. С началом Великой Отечественной войны эвакуировался в Алма-Ату. Затем некоторое время играл на скрипке в Театре имени Моссовета. В 1945—1960 годах профессор Рижской консерватории, преподавал также частным образом. По воспоминаниям одного из учеников, как только на уроке ученик исполнял какой-то пассаж, «Брюкнер наклонял свою седую голову: „А как ещё можно сделать?“ — <…> брал в руки свою скрипку и начинал показывать, что можно ещё вот так и вот этак, вот сколько есть возможностей для создания музыки». Также в послевоенные годы нередко выступал в камерных концертах и по радио. В Риге дочь Брюкнера Марианна (1922—2011) вышла замуж за скрипача Марка Кремера, их сын — скрипач Гидон Кремер, первым учителем которого стал его дед. Среди других рижских учеников Брюкнера — дирижёр Товий Лифшиц.